# 黄昏 (1952年の映画)
『黄昏』（たそがれ、Carrie）は、1952年のアメリカ合衆国のドラマ映画。監督はウィリアム・ワイラー、出演はローレンス・オリヴィエとジェニファー・ジョーンズなど。セオドア・ドライサーの1900年の小説『シスター・キャリー』を原作とし、オペラ「椿姫」をモチーフにしている。
日本では「1951年の映画」として紹介されることもあるが、一般公開されたのは1952年である（製作期間は1950年8月から同年11月）。

## ストーリー
田舎娘キャリー・ミーバーは姉夫婦をたよってシカゴにやって来るが、働いていた工場で怪我をしたためにクビになってしまう。路頭に迷ったキャリーはシカゴに来る際の汽車で知り合った調子のいい男チャーリー・ドルーエを頼って会いに行く。再会を喜ぶチャーリーはキャリーに金を渡し、一流レストラン「フィッツジェラルド」での食事を強引に約束させる。その夜、キャリーは渡された金をチャーリーに返すつもりでフィッツジェラルドに行くが、支配人ハーストウッドの計らいもあり、結局、チャーリーと食事を共にすることになる。チャーリーは言葉巧みにキャリーを自分の部屋に連れ込み、結局そのまま同棲に持ち込んでしまう。
同棲生活を仕方なく続けていたキャリーは近所の目が気になり、チャーリーにいつになったら結婚してくれるのかと問いつめるが、チャーリーはのらりくらりとかわすだけで、キャリーは苛立ちを募らせる。そんなある日、チャーリーはハーストウッドを友人として家に招き、仕事で家を留守にする間キャリーの相手をしてやって欲しいとハーストウッドに頼む。
金持ちの妻とハーストウッドの夫婦関係は冷え切っており、ハーストウッドは素朴なキャリーに次第に惹かれて行く。キャリーもまたハーストウッドに強く惹かれて行く。ハーストウッドは2人の関係が妻に知られると、発作的に店の金を盗んでキャリーと駆け落ちし、ニューヨークに向かう。
ハーストウッドとキャリーはニューヨークで2人だけの新生活を始めるが、盗んだ金を返さざるを得なくなったことから一文無しになる。また金を持ち逃げしたことが知られたハーストウッドはまともな仕事に就けなくなり、2人の生活は困窮を極める。
そんな中、キャリーは舞台女優になる。そしてハーストウッドを元の家族に返してやろうと、ハーストウッドに結婚した息子に会いに行くように言い、彼の留守中に姿を消す。ハーストウッドは息子に会いに行くが、嫁の上流の両親の姿に気後れし、声をかけずにニューヨークに戻る。しかし、そこにキャリーの姿はなかった。
数年後、キャリーは女優として大成功を収めていた。キャリーは、スターとなった彼女を訪ねてやって来たチャーリーの言葉で、ハーストウッドが店の金を持ち逃げしたために、もとの上流の世界には戻れないことを初めて知る。彼女はハーストウッドの行方を探すが、浮浪者にまで落ちぶれたとの目撃情報しか得ることは出来なかった。
ある夜、公演後の楽屋口でキャリーに物乞いをする浮浪者が現れる。それはまぎれもなくハーストウッドであった。身体を壊し、餓死寸前のハーストウッドは、最後の手段として、キャリーに小銭をねだりに来たのだ。
迷惑はかけないと言うハーストウッドに、「明日は服を新調しましょう！」と、事務室に前借りを頼みに行くキャリー。その間にハーストウッドはキャリーの財布からコインを1つだけ取り、立ち去った。楽屋を出る際に、ガスコンロからガスを一瞬、出してみた指先は、すでに死を決意している風だった。

## キャスト
| 役名                                                                          | 俳優                     | 日本語吹替 | 日本語吹替           | 日本語吹替 |
| 役名                                                                          | 俳優                     | TBS版      | PDDVD版              |            |
| ----------------------------------------------------------------------------- | ------------------------ | ---------- | -------------------- | ---------- |
| ジョージ・ハーストウッド （高級レストランの支配人）                           | ローレンス・オリヴィエ   | 木村幌     | 古澤徹               |            |
| キャリー・ミーバー （田舎から働きに出て来た女性）                             | ジェニファー・ジョーンズ | 鈴木れい子 | 五十嵐麗             |            |
| ジュリア・ハーストウッド （ジョージの妻）                                     | ミリアム・ホプキンス     |            | 棚田恵美子           |            |
| チャールズ（チャーリー）・ドルーエ （キャリーが汽車で知り合ったセールスマン） | エディ・アルバート       |            | 佐藤晴男             |            |
| フィッツジェラルド                                                            | ベイジル・ルイスデール   |            | 園江治               |            |
| ボス                                                                          | チャールズ・ハルトン     |            | 中村浩太郎           |            |
| オランスキ                                                                    | サラ・バーナー           |            | 笹森亜希             |            |
| オブライエン                                                                  | ハリー・ヘイデン         |            | 原田晃               |            |
| アレン                                                                        | レイ・ティール           |            | 御園行洋             |            |
| モーディ                                                                      |                          |            | 鍋田カホル           |            |
| ミニー                                                                        | ジャクリーン・デウィット |            | 瀬尾恵子             |            |
| ジョージJr.                                                                   | ウィリアム・レイノルズ   |            | 東和良               |            |
| ジョン・コンネル                                                              | レオン・テイラー         |            | 織間雅之             |            |
| エレン                                                                        |                          |            | 林香織               |            |
|                                                                               |                          |            |                      |            |
| 演出                                                                          |                          |            | 大前剛               |            |
| 翻訳                                                                          |                          |            | 井村千端             |            |
| 調整                                                                          |                          |            | 遠西勝三             |            |
| 制作                                                                          |                          |            | 株式会社マックスター |            |